# Maria Teresa di Savoia
Maria Teresa Antonietta Margherita di Savoia (Torino, 31 gennaio 1756 – Graz, 2 giugno 1805) è stata una principessa del regno di Sardegna per nascita, contessa d'Artois e principessa di Francia per matrimonio.

## Biografia

### Infanzia

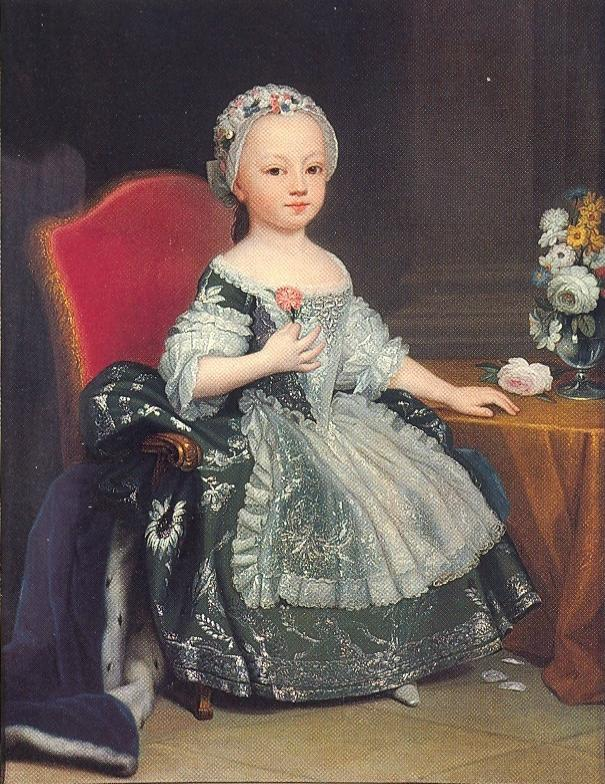
Maria Teresa di Savoia bambina, ritratto di Giuseppe Duprà (1760).

Nata a Palazzo Reale a Torino nel 1756, era figlia del re Vittorio Amedeo III di Savoia e dell'infanta Maria Antonietta di Spagna, figlia del re Filippo V di Spagna e della principessa Elisabetta Farnese di Parma.

### Matrimonio
A seguito di una serie di alleanze dinastiche, Maria Teresa fu promessa sposa al conte di Artois, principe reale Carlo di Francia, figlio di Luigi Ferdinando di Borbone-Francia e di Maria Giuseppina di Sassonia, nonché fratello del futuro re di Francia Luigi XVI.

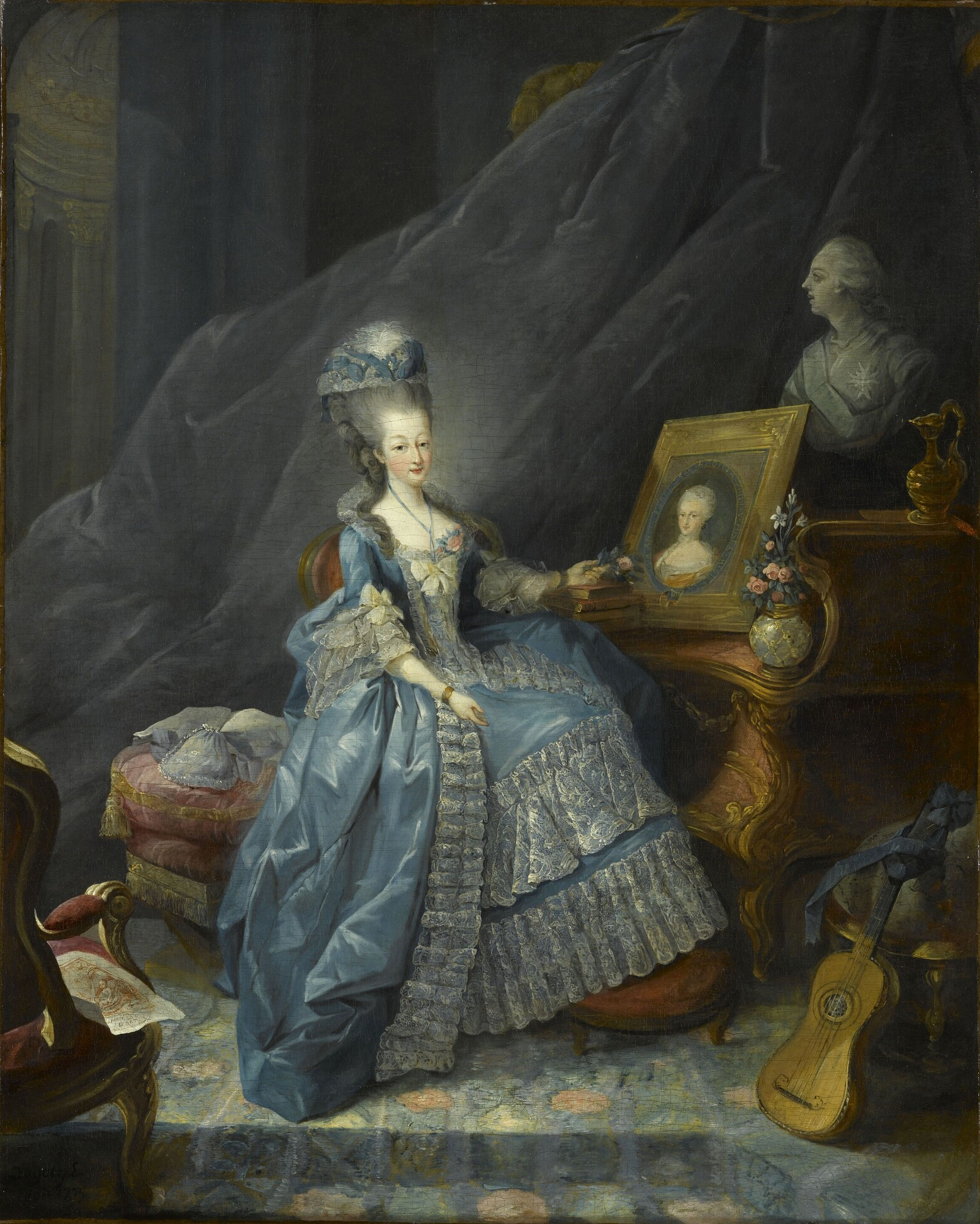
Maria Teresa di Savoia, ritratto di Jean-Baptiste André Gautier-Dagoty (1775)

Le nozze ebbero luogo il 16 novembre 1773 nella Palazzina di caccia di Stupinigi. La sorella maggiore di Maria Teresa, Maria Giuseppina di Savoia, aveva sposato due anni prima il fratello maggiore di Carlo, Luigi Stanislao Saverio di Borbone, conte di Provenza.
Il matrimonio di Maria Teresa e Carlo fu privo di qualsiasi coinvolgimento: il conte d'Artois avrebbe voluto sposare la principessa di Condé, senza contare che in quegli anni era affettuosamente legato alla cognata Maria Antonietta, mentre Maria Teresa era una delle figure più silenziose e meno in vista della corte di Versailles. Non era considerata una bellezza a Versailles, ma la sua carnagione era generalmente molto ammirata.

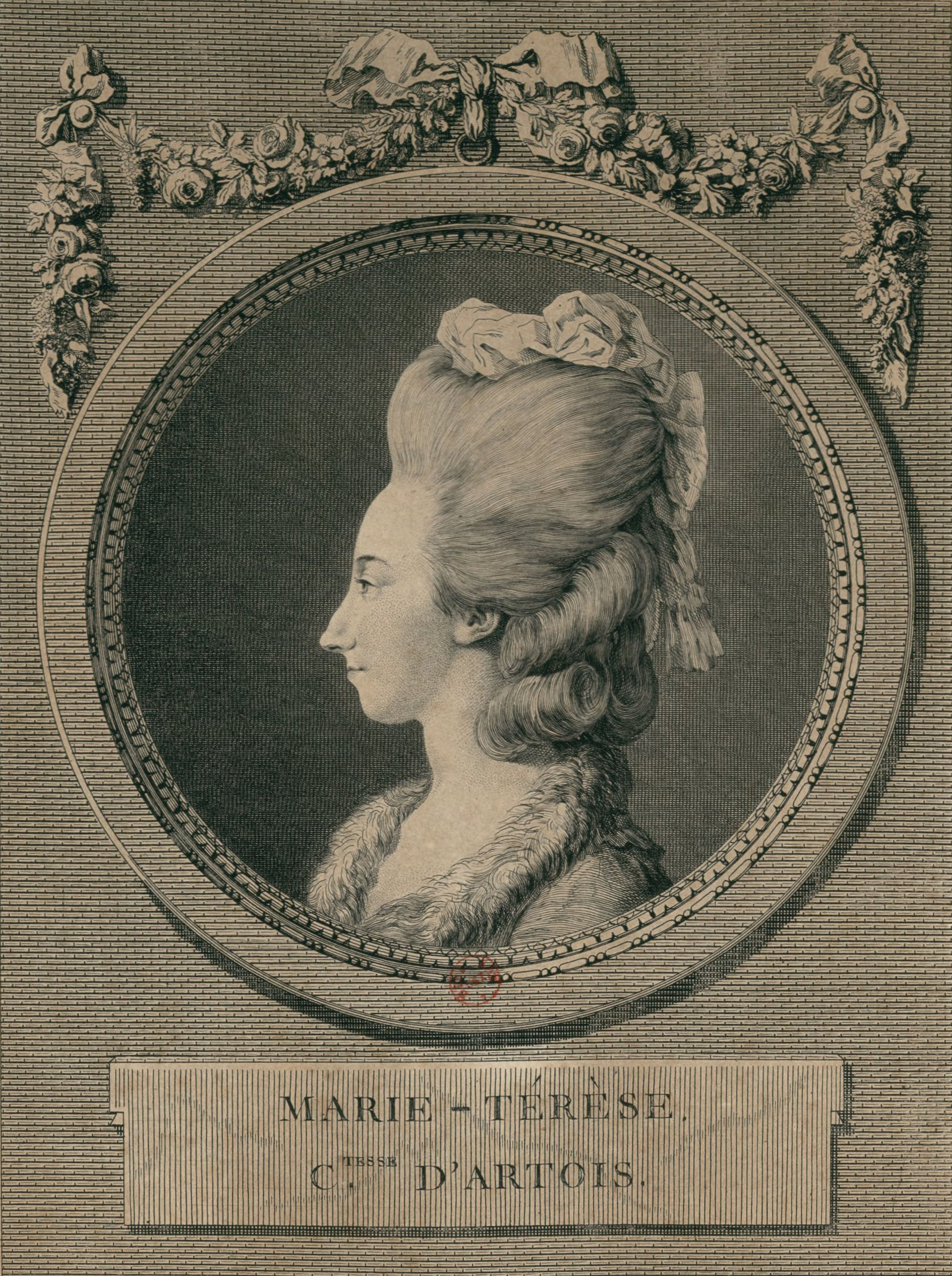
Maria Teresa ritratta nel 1778.

### Rivoluzione francese
Maria Teresa lasciò la Francia con il marito dopo la presa della Bastiglia il 14 luglio 1789, che segnò l'inizio della rivoluzione francese, e si rifugiò nella sua patria natale, la Savoia. Partí con un seguito di trenta persone e vendette tutti i suoi gioielli. 
Quando il conte d'Artois lasciò la Savoia nel 1791, la coppia visse separata per il resto della vita. Il conte d'Artois si rifiutò di darle il permesso di andare ad abitare presso di lui o di visitarlo, rifiutandole persino di partecipare alle nozze tra suo figlio, il duca d'Angoulême, e Maria Teresa di Borbone-Francia a Mitau. Poco dopo la partenza di suo marito, i suoi due figli lasciarono la Savoia per servire nell'esercito. Maria Teresa fu descritta come desolata e profondamente rattristata dopo che suo marito e i suoi figli l'avevano lasciata in Savoia e, a quanto si dice, meditò di diventare suora. Fu persuasa a non entrare in convento da sua cognata Maria Clotilde di Borbone-Francia, che fece appello al suo senso del dovere verso i figli; Maria Teresa in seguito espresse gratitudine verso Clotilde per questo. Nel 1792 fu raggiunta a Torino da sua sorella Maria Giuseppina. La loro presenza in Savoia era politicamente sensibile, poiché disturbava le relazioni tra Francia e Regno di Sardegna.
Nell'aprile 1796, quando lo Stato sardo fu sconfitto dalla Francia di Napoleone Bonaparte durante la Campagna d'Italia delle guerre rivoluzionarie francesi, Maria Teresa e sua sorella Maria Giuseppina lasciarono Torino per Novara, in parallelo con la partenza del marito di Maria Giuseppina da Verona. Maria Giuseppina andò in Austria, mentre Maria Teresa accettò l'invito del padre a tornare a Torino dopo la pace tra Francia e Savoia nel mese di maggio.

### Ultimi anni e morte

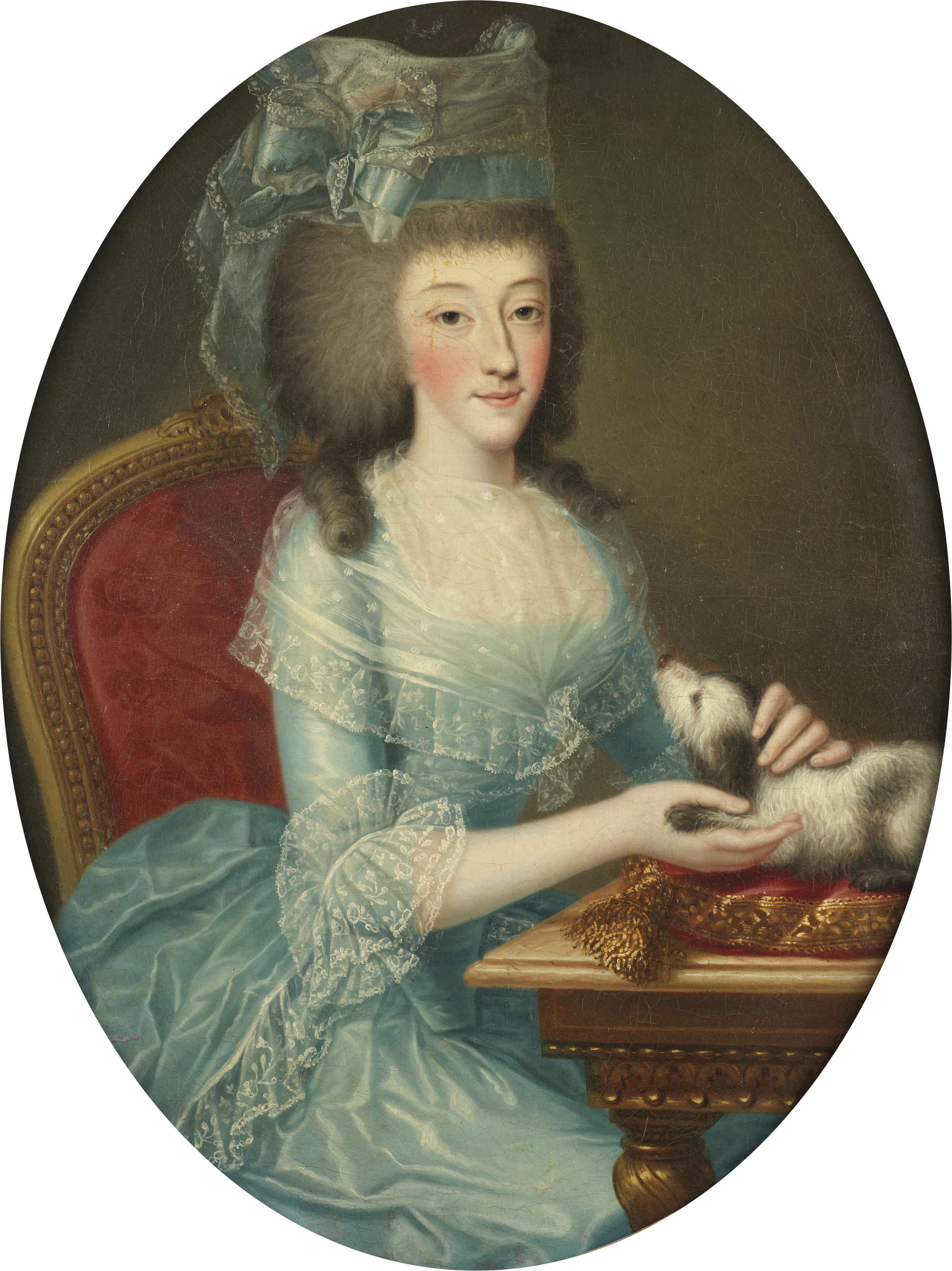
Maria Teresa in un ritratto del 1791

Nel dicembre 1798, quando il Piemonte fu annesso alla Francia, Maria Teresa se ne andò con una delle sue dame di compagnia per Graz, in Austria, dove le fu permesso di rimanere. Maria Teresa a Graz visse in una certa miseria e soffriva di attacchi paranoici che la portarono alla morte nel 1805 a 49 anni. Poiché morì prima dell'ascesa al trono del marito, non ebbe mai il titolo di regina di Francia e fu sepolta come "contessa d'Artois" nel mausoleo imperiale vicino alla cattedrale di Graz.

## Discendenza
Maria Teresa diede a Carlo quattro figli, due dei quali raggiunsero la maggiore età:
- Luigi Antonio di Borbone-Francia (1775-1844), poi Delfino di Francia e re Luigi XIX. Sposò la cugina prima Maria Teresa, figlia di Luigi XVI e di Maria Antonietta d'Austria;
- Sofia (1776-1783), morta bambina;
- Carlo Ferdinando (1778-1820), sposò Maria Carolina di Borbone, figlia di Francesco I delle Due Sicilie e di Maria Clementina d'Austria;
- Maria Teresa (1783), morta in fasce.

## Ascendenza
|                                      |                        |                                                 | Genitori                                                    |  |  | Nonni |  |  | Bisnonni                     |  |  | Trisnonni                   |  |
|                                      |                        |                                                 |                                                             |  |  |       |  |  | Vittorio Amedeo II di Savoia |  |  | Carlo Emanuele II di Savoia |  |
|                                      |                        |                                                 |                                                             |  |  |       |  |  | Vittorio Amedeo II di Savoia |  |  | Carlo Emanuele II di Savoia |  |
|                                      |                        | Maria Giovanna Battista di Savoia-Nemours       |                                                             |  |  |       |  |  | Vittorio Amedeo II di Savoia |  |  |                             |  |
| Carlo Emanuele III di Savoia         |                        |                                                 |                                                             |  |  |       |  |  | Vittorio Amedeo II di Savoia |  |  |                             |  |
|                                      |                        | Anna Maria d'Orléans                            | Filippo I di Borbone-Orléans                                |  |  |       |  |  |                              |  |  |                             |  |
|                                      |                        | Anna Maria d'Orléans                            | Filippo I di Borbone-Orléans                                |  |  |       |  |  |                              |  |  |                             |  |
|                                      |                        | Anna Maria d'Orléans                            | Enrichetta Anna Stuart                                      |  |  |       |  |  |                              |  |  |                             |  |
| Vittorio Amedeo III di Savoia        |                        | Anna Maria d'Orléans                            |                                                             |  |  |       |  |  |                              |  |  |                             |  |
|                                      |                        | Ernesto Leopoldo di Assia-Rotenburg             | Guglielmo d'Assia-Rotenburg                                 |  |  |       |  |  |                              |  |  |                             |  |
|                                      |                        | Ernesto Leopoldo di Assia-Rotenburg             | Guglielmo d'Assia-Rotenburg                                 |  |  |       |  |  |                              |  |  |                             |  |
|                                      |                        | Ernesto Leopoldo di Assia-Rotenburg             | Maria Anna di Löwenstein-Wertheim-Rochefort                 |  |  |       |  |  |                              |  |  |                             |  |
| Polissena Cristina d'Assia-Rotenburg |                        | Ernesto Leopoldo di Assia-Rotenburg             |                                                             |  |  |       |  |  |                              |  |  |                             |  |
|                                      |                        | Eleonora Maria di Löwenstein-Wertheim-Rochefort | Massimiliano Carlo Alberto di Löwenstein-Wertheim-Rochefort |  |  |       |  |  |                              |  |  |                             |  |
|                                      |                        | Eleonora Maria di Löwenstein-Wertheim-Rochefort | Massimiliano Carlo Alberto di Löwenstein-Wertheim-Rochefort |  |  |       |  |  |                              |  |  |                             |  |
|                                      |                        | Eleonora Maria di Löwenstein-Wertheim-Rochefort | Polissena Maria Khuen von Lichtenberg und Belasi            |  |  |       |  |  |                              |  |  |                             |  |
| Maria Teresa di Savoia               |                        | Eleonora Maria di Löwenstein-Wertheim-Rochefort |                                                             |  |  |       |  |  |                              |  |  |                             |  |
|                                      | Luigi, il Gran Delfino | Luigi XIV di Francia                            |                                                             |  |  |       |  |  |                              |  |  |                             |  |
|                                      | Luigi, il Gran Delfino | Luigi XIV di Francia                            |                                                             |  |  |       |  |  |                              |  |  |                             |  |
|                                      | Luigi, il Gran Delfino | Maria Teresa d'Austria                          |                                                             |  |  |       |  |  |                              |  |  |                             |  |
| Filippo V di Spagna                  | Luigi, il Gran Delfino |                                                 |                                                             |  |  |       |  |  |                              |  |  |                             |  |
|                                      |                        | Maria Anna di Baviera                           | Ferdinando Maria di Baviera                                 |  |  |       |  |  |                              |  |  |                             |  |
|                                      |                        | Maria Anna di Baviera                           | Ferdinando Maria di Baviera                                 |  |  |       |  |  |                              |  |  |                             |  |
|                                      |                        | Maria Anna di Baviera                           | Enrichetta Adelaide di Savoia                               |  |  |       |  |  |                              |  |  |                             |  |
| Maria Antonietta di Borbone-Spagna   |                        | Maria Anna di Baviera                           |                                                             |  |  |       |  |  |                              |  |  |                             |  |
|                                      |                        | Odoardo II Farnese                              | Ranuccio II Farnese                                         |  |  |       |  |  |                              |  |  |                             |  |
|                                      |                        | Odoardo II Farnese                              | Ranuccio II Farnese                                         |  |  |       |  |  |                              |  |  |                             |  |
|                                      |                        | Odoardo II Farnese                              | Isabella d'Este                                             |  |  |       |  |  |                              |  |  |                             |  |
| Elisabetta Farnese                   |                        | Odoardo II Farnese                              |                                                             |  |  |       |  |  |                              |  |  |                             |  |
|                                      |                        | Dorotea Sofia di Neuburg                        | Filippo Guglielmo del Palatinato                            |  |  |       |  |  |                              |  |  |                             |  |
|                                      |                        | Dorotea Sofia di Neuburg                        | Filippo Guglielmo del Palatinato                            |  |  |       |  |  |                              |  |  |                             |  |
|                                      |                        | Dorotea Sofia di Neuburg                        | Elisabetta Amalia d'Assia-Darmstadt                         |  |  |       |  |  |                              |  |  |                             |  |
|                                      |                        | Dorotea Sofia di Neuburg                        |                                                             |  |  |       |  |  |                              |  |  |                             |  |